# MSC Meraviglia
MSC Meraviglia — круїзне судно, яке введене в експлуатацію 3 червня 2017 року. Належить італійській круїзній компанії MSC Cruises. Це перший з двох лайнерів-близнюків, які побудовані на судноверфі STX France. Друге судно «MSC Bellissima» буде спущено на воду в 2019 році. Крім того, до 2022 року MSC Cruises планує будівництво ще двох суден класу Meraviglia.

## Історія
Корабель був офіційно спущений на воду 3 червня 2017 року. На церемонії хрещення в Гаврі були присутні актор Патрік Брюель, музичний гурт Kids United та комік Гад Ельмалех. Хресною мамою судна стала Софі Лорен. 
Свій перший сезон (2017) MSC Meraviglia провів у Західному Середземномор'ї, здійснюючи круїзи з виходом з трьох портів: Генуя, Марсель і Барселона.

## Характеристика
На борту лайнера довжиною 315 м і вантажопідйомністю 167 600 т зможуть розміститися 5 700 пасажирів.

### Інновації
MSC Meraviglia - високотехнологічне судно, на борту якого представлений ряд інноваційних сервісів. Серед нововведень - «Бездротовий зв'язок ближнього радіуса дії», а також мобільні додатки і можливість використовувати смарт-пристрої на борту. Завдяки цим інноваціям пасажири зможуть спілкуватися з іншими пасажирами, а також планувати свій розпорядок дня або вибирати вподобані заходи. Крім того, за допомогою нових технологій можна оплачувати рахунок, відкривати каюту, відстежувати місце розташування своїх дітей, знаходити друзів і приміщення на борту, використовуючи круїзну карту або смартфон.

### Каюти
На кораблі створені нові категорії сімейних кают, які дозволять розмістити до 10 осіб. Тут є кілька варіантів таких кают. Так каюта FAM складається з двох суміжних кают (внутрішня і з балконом), каюта FLA - з двох кают (двох балконів) і FLP - з трьох кают (два балкони і одна внутрішня). Крім того, на судні є каюти типу "дуплекс" - двоповерхові каюти.

## Розваги
MSC Meraviglia має великий відкритий аквапарк, який з'єднаний з двоповерховим парком розваг. Лайнер є єдиним у світі судном, де будуть проходити фантастичні шоу цирку Du Soleil, що спеціально створені для MSC Cruises. Для шоу спроектована унікальна лаунж-зона «Карусель»: двоповерховий театральний зал площею 1000 м², який вміщує до 400 гостей.
Головною особливістю інтер'єру лайнера є великий світлодіодний екран, який покриваю усю стелю в критому променаді. На цьому своєрідному «цифровому небі» пасажири зможуть спостерігати за зірками, сходом і заходом сонця.